# 李谷建
李谷建（1962年—），四川三台人，中国人民解放军少将。
1978年9月入伍。2012年7月任海南省军区副司令员。曾任海南省人民代表大会常务委员。